# بنیتو بولدی
بنیتو بولدی (انگلیسی: Benito Boldi; ۱۹ فوریهٔ ۱۹۳۴ – ۳ فوریهٔ ۲۰۲۱) بازیکن فوتبال اهل ایتالیا بود.
از باشگاه‌هایی که در آن بازی کرده‌است می‌توان به باشگاه فوتبال اسپال، باشگاه فوتبال یوونتوس، باشگاه فوتبال چزنا و باشگاه فوتبال کاتانیا اشاره کرد.
وی در ۳ فوریه ۲۰۲۱ بر اثر ابتلا به کرونا درگذشت.